# ليدي لويز وندسور
ليدي لويز ويندسور (بالإنجليزية: Lady Louise Windsor)‏ واسمها عند الولادة لويز ماري إليزابيث أليس مونتباتن وندسور؛ ولدت في (8 نوفمبر 2003) وهي الابنة الوحيدة للأمير إدوارد، إيرل وسكس وصوفي، كونتيسة وسكس .وحاليا هي الخامسة عشر في خط الخلافة للعرش الملكي .

## حياتها الشخصية
ولدت بولادة قيصرية كانت صعبة على والدتها ومع انها حفيدة للملكة ومن المفترض حصولها على لقب صاحبة السمو الملكي وأميرة الا انها وبطلب من والدتها ووالدها حصلت على لقب ليدي و هو لقب نبيلة غير ملكية.
```
فور ان تبلغ السن القانوني بامكانها المطالبة بتغييره . 
```

### رغبة والداها
والداها ارادا عند ولادتها جعلها تعيش حياة طبيعية قدر الإمكان .